# Fujiwara no Shunshi
Fujiwara no Shunshi (九条竴子 nota anche come Sohekimon-in (藻璧門院); 25 giugno 1219 – 22 ottobre 1233) è stata un'imperatrice giapponese dal 2 marzo 1230 al 13 maggio 1233.
Era la consorte dell'imperatore del Giappone Go-Horikawa, madre dell'imperatore Shijō. Era figlia di Kujō Michiie, sua madre era Saionji Rinshi, figlia di Saionji Kintsune.
Morì di parto nel 1233 ed il figlio nacque già morto. Alla sua morte, le donne di corte hanno spostato il suo corpo in una stanza separata dove fu vestita con abiti buddisti, le fu rasata la testa e fu messo il juzu nelle sue mani.
Figli:
- Primo figlio: Principe imperiale Mitsuhito (秀仁親王) (imperatore Shijō)
- Quarta figlia: Principessa imperiale Hoshi (暤子内親王)